# Central térmica de Huerta Romana
La central térmica de Huerta Romana fue una instalación termoeléctrica de carbón ubicada en el municipio español de Minas de Riotinto, en la provincia de Huelva. Propiedad de la Rio Tinto Company Limited, estuvo activa entre 1909 y 1963. En la actualidad el edificio se encuentra abandonado y semiderruido.

## Historia
A comienzos del siglo XX la Rio Tinto Company Limited optó por dotar de electricidad a sus instalaciones de la cuenca minera de Riotinto, que en aquel momento atravesaban una etapa de apogeo. Para ello se levantó una central térmica, cuya construcción transcurrió en 1907-1908. Como materiales de construcción se utilizaron ladrillos y piedras. Esta planta se levantó en un terreno conocido como «Huerta Romana» que había acogido anteriormente una fundición de minerales. En sus cercanías se hallaba el denominado Dique Sur, de donde tomaría el agua con fines diversos. Las instalaciones entraron en servicio en 1909. En sus primeros tiempos los generadores eran dos máquinas de vapor, construidas por Belliss & Morcom, que estaban acopladas a dos alternadores de 750 kilovatios.
Los primeros suministros de electricidad se realizaron para el Pozo Guillermo en la masa San Dionisio y para el alumbrado público en el barrio de Bellavista, aunque con posterioridad la central acabaría abasteciendo a toda la cuenca minera. La planta continuó operando hasta 1963, fecha a partir de la cual el suministro de energía lo realizó la Compañía Sevillana de Electricidad.